# Chapsa cinchonarum
Chapsa cinchonarum är en lavart som först beskrevs av Fée, och fick sitt nu gällande namn av Frisch. Chapsa cinchonarum ingår i släktet Chapsa och familjen Graphidaceae.   Inga underarter finns listade i Catalogue of Life.